# Bijou Bop
Albums de  Bijou
Jamais domptés
(1981) Pic à glace
(1989)
Bijou Bop est le cinquième et dernier album du groupe Bijou dans sa formation d'origine.

## Titres
1. Bijou bop (Yan/Thoury)
2. Au nom de l'amour (Philippe Dauga/Thoury)
3. Les gens parlent (Palmer/Thoury)
4. J'aime pas (Philippe Dauga/Thoury)
5. Tu me manques B.B. (Yan/Thoury)
6. Lisa Maria (Yan/Thoury)
7. Qu'on me foute la paix (Philippe Dauga/Thoury)
8. Mauvais garçon (Palmer/Thoury)
9. Chacun pour soi (Philippe Dauga/Thoury)
10. Tout me fait rire (Palmer/Thoury)
11. Ma D.S. (Yan/Thoury)
12. Sourire d'ange (Palmer/Thoury)